# トラックレーサー

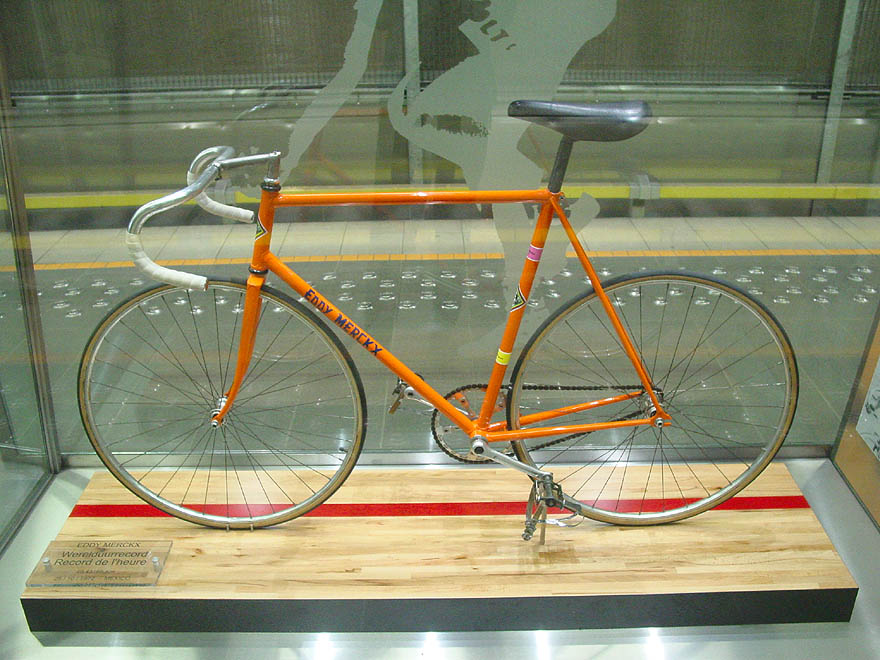
1972年、エディ・メルクスがメキシコでアワーレコードに挑戦し世界新記録（49.43195km/h）を達成した際に乗っていたコルナゴ製トラックレーサー（ブリュッセル、エディ・メルクス駅）

トラックレーサーとは、自転車競技のトラックレースに使用する自転車である。ピスト、ピストレーサー、ピストバイク、トラックバイクと呼ぶこともある。同様に舗装路の高速走行を目的とするロードバイクとは共通点が多いが、ブレーキが無く、変速機やフリー機構を持たず固定ギアとなっていることで区別できる。
日本においては競輪に使用されている自転車（レーサー）もトラックレーサーであるが、独自の規定がある。
広義のトラックレーサーやピストとして、ブレーキやフリー機構、スタンドや荷物かごやライトを取り付けたものも販売されている。ただし、この分野ではトラックレーサーやピストと言った分類の見解は販売者や取扱者によって異なる。
本項では国際自転車競技連合（UCI）が定めたトラックレーサーを中心に説明する。

## 構造
基本的にロードバイクよりもシンプルな構造をしている。また競技用自転車としてはトラックレーサーは（トラック競技がなかった時代からの）最も古い形態でもある。

### フレーム
現在はカーボンコンポジットによるフレームが主流であり、過去にはアルミやクロムモリブデン鋼など鋼材を使用したフレームが中心であったが、現在の世界選手権では主にカーボンフレームが使われている。だが、車体の総重量は1990年代に行われた、“強度が維持出来るぎりぎりまで部品に肉抜き加工を施す”という過度の軽量化競争を抑制するため、最低でも6.8kg以上でないとレースに使用できない規定がある（なお、ロードバイクで最低重量を割った場合はサイクルコンピュータや無線機などを載せることで基準を満たす）。そのため、重量問題を無視すれば金属系のフレームを使うことは許容されており、競輪用の自転車はコスト抑制という事情もあるものの今でも鋼管の組み合わせで作られている。

### 駆動系
トラックレーサーはギアがフリーホイールではなく固定（ハブに小歯車が固定されている）されており（幼児用遊具の三輪車と同じである）、走行中はペダルを回し続けなければならない。競輪用自転車と異なり、ビンディングペダルの使用も認められている。

### ブレーキ
競技専用であるためブレーキはない。UCIの規定ではトラック内での競技やトレーニングでのブレーキの使用は禁止されている（ただし、装着については明言が無い。）。ビーチクルーザーなどのコースターブレーキと違い、タイヤ直結のクランク回転を落とすことで減速・停止する。もし必要な場合は専用のものを別途取り付けることになる（一般的なトラックレーサーのフレームにはフォーククラウンとシートステーブリッジに穴が空けられていないのでロードバイク用の物は付けられない）減速する時はペダルの回転を緩めて抵抗をかけ、止まる時は回転を抑えるよう力を加える（“バックを踏む”と言う）ペダルを逆に踏めばバック走行も可能である。
日本国内において、保安部品（特に前後ブレーキ）を備えない状態では道路交通法の定めにより公道を走ることはできない。公道用にピストフレームの後方のシート部（シートステイ）に板を挟んで取り付けるタイプのブレーキが売られている。しかし公道を走るためには道路交通法、内閣府令により“前車輪及び後車輪を制動する”とされている為、法律を遵守して公道練習を行うためには大改造が必要となる。
ブレーキが無い理由は軽量化や構造の簡素化による車体故障の防止だけではなく、最接近して争うトラック競技において走行中のブレーキは即接触となり重大な落車事故に繋がりかねないためである（ゴールスプリントでは時速70キロに達する）。

### 車輪
トラックレースは屋外の競技場で行う場合もあるが屋内の板張りトラックで行うため、非常に細い高圧タイヤを使う場合が多い。一般にはパイプリムとチューブラータイヤ（構造は入れ子になったゴムチューブ）の組み合わせである。車輪もトップレベルでは前輪に流線型の翼断面を持つカーボンアームホイール、後輪にはディスクホイールを使うことが多い。
国際競技などで使われるものの車軸径は前9mm、後10mmであるが競輪では双方とも8mm軸を使う。オーバーロックナット寸法（車輪を車体に止める幅）は前100mm、後110mm、または120mm（ダブルコグ）である（通常のロードバイクは前100mm、後130mm、マウンテンバイクは前100mm、後135mmである）。
ダブルコグ（両切り）とは後ろ車輪の両側に違う大きさの歯車（スプロケット、コグ）を取り付け、車輪を裏返すことでギア比を変えるものである。練習用に、ダブルコグの片方にフリー機構の付いた歯車をつけることがある。古くは片側に2枚をつけられ、必要に応じてチェーン架け替えが出来る物もあった。

### タイヤ
700x18cから700x32cまで（ETRTO規格：18mm×622mmから32mm×622mm）使われるが、一般的には700×23C（ETRTO規格：23mm×622mm）が使われることが多い。

### ハンドル
ハンドルはいわゆるドロップハンドルの一種であるがロードバイクのように“長時間乗るため、いろいろな場所を握り、乗る体勢を変えて疲労を防ぐ”という目的ではなく、“ハンドルの下端を握り、最大限の力をペダル、クランクへかける”という目的で使われる（優勝するためにゴールスプリントで行なう全力疾走を特に“もがく”と呼ぶ）。ロードバイクがバーテープというテープ状の滑り止めを巻くのに対し、トラックレーサーは筒状のスリーブをハンドルにかぶせる場合が多い。
ロードバイク用ハンドルバーに水平部分があり「マースバー」と呼ばれるのに対し、トラックレーサー用は水平部がない曲線のみで構成され「ピストバー」と呼ばれる。材質も、弱い材料だと使っているうちに金属疲労で折れたりちぎれたりしないとも限らないので、ロードバイク用は軽量化のためアルミ材が普通であるのに対し、トラックレーサー用は剛性優先で鋼材を使用している。
ステム（ハンドルを車体フォーク部に取り付ける部品）に「天返し」というタイプを使い簡単にハンドル上下をひっくり返せるようにしたものもある。
オムニアムやマディソンなどのような中長距離種目ではロードバイクと同様にマースバーが用いられる。
個人追抜き、団体追抜き、アワーレコードなどではタイムトライアルバイクと同様のDH（ダウンヒル）バーとブルホンバーが使用される。

### その他
1980年代には前輪を後輪より小さくして極端な前屈姿勢になる事で空気抵抗の低減を狙ったもの（ファニーバイクと呼ばれ前24-26インチ、後ろ26インチ-700cなどを使った）が存在したがUCIの競技規定により、現在は使われなくなった。1990年代にはトライアスロン用のDHバー（ダウンヒルの略）と呼ばれるハンドルをトラックレーサーに装備して、またヘルメットの形状を前傾した背中と一線にしたデザインに仕上げ（エアロヘルメット）空気抵抗を減らす試みが登場した。初めて用いたのはシステムUチームのローラン・フィニョンである。
競輪向けトラックレーサーには通常のトラックレーサーとは異なる部品も使われており、全ての部品に競技の公正さを担保するため「NJS規格」に適合したものを使用する義務がある。なお、ペダルに関しては全てクリップアンドストラップモデルのみで、ビンディングペダル及び対応シューズに規格基準を通過した製品は存在しない。詳細は競輪#競輪用自転車を参照。

## 競技以外での利用

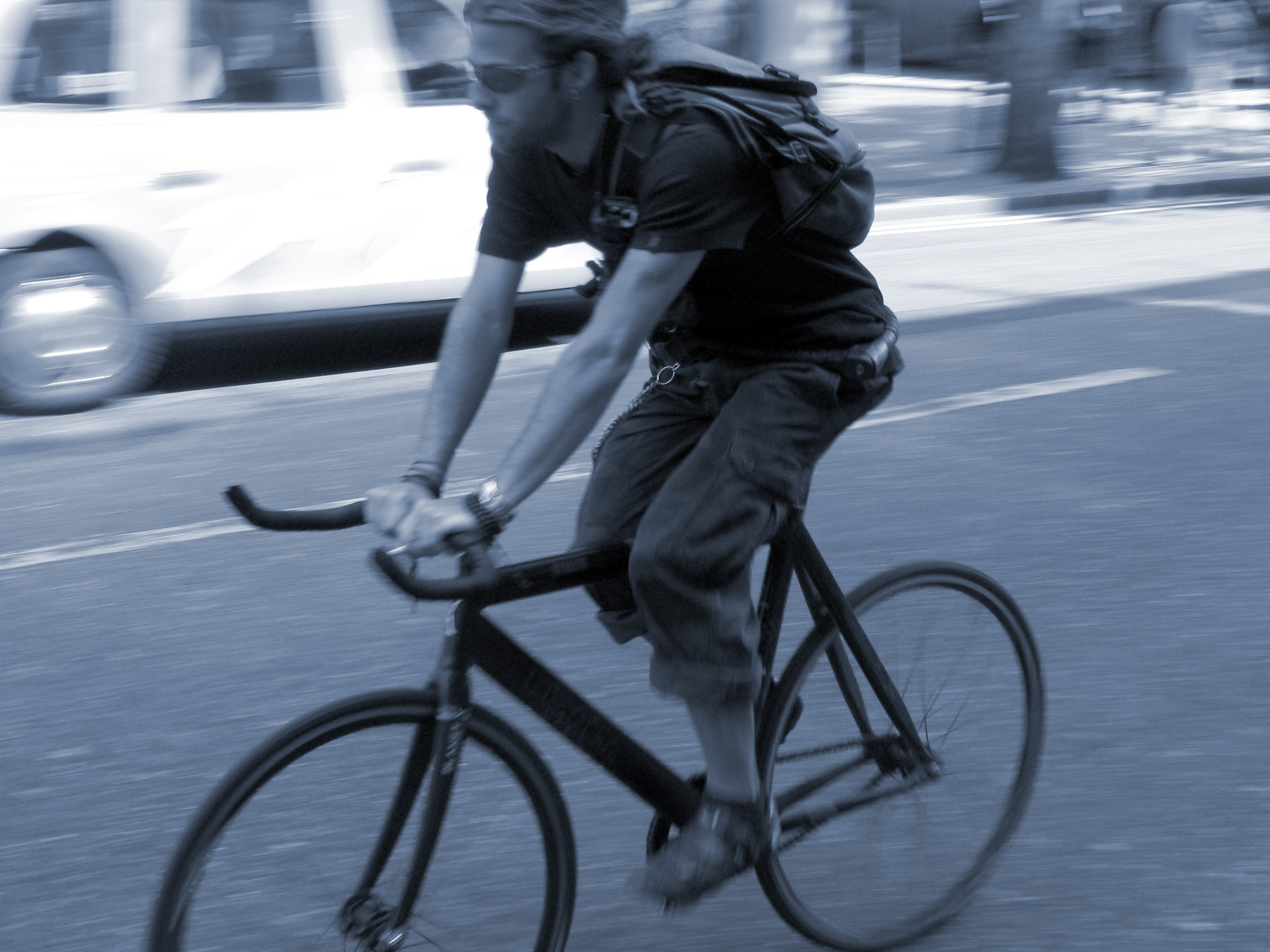
ブレーキ無しの固定ギアバイクに乗るサイクリスト

トラックレーサーは速く走るための自転車であるが固定ギアであるためペダルを踏む足で微妙にスピードを調整し、ゆっくり走る事もできる。ただし減速はペース調整程度にしか行えず、ブレーキを使わなければ制動は不可能である。
複雑な変速機構等を持たない、非常にシンプルな構造で整備性・耐久性に優れ、メンテナンスが簡単かつ安価に済むという理由からメッセンジャー達がニューヨークなどで1970年代後半 - 1980年代にかけてトラックレーサーの使用を開始し1980年代にはケビン・ベーコン主演で映画化（Quicksilver）された。
2000年代後半 - 2010年代にかけて再び70ー80年代のトラックバイクのレプリカがメッセンジャーの影響もありニューヨークなどで再流行しプレミアム・ラッシュなどの映画も話題作となった。ミラノやロンドンなどヨーロッパの都市でもトラックレーサーレプリカが流行した。その背景には運輸交通部門における環境改善、市民の健康増進、そして地域経済の活性化・市民生活の向上を同時に達成するというヨーロッパ各国の都市交通計画と重なり自転車が都市交通の重要なファクターとして推進され安価でデザインも良いフリーホイールのシングルスピードバイクは市民の一部に定着した。
日本国内では法令により定められた方式による制動装置を備えない自転車の公道走行は禁止されており、またそのような車両にはねられた歩行者が死亡したり重傷を負ったりする事故も相次いで発生した。法令に違反するのみならず、事故の危険も大きいため、警察は交通違反切符を切るなど取り締まりを強化している。道路交通法の運用方針も改められて自転車の車道走行ルールが明確化されることとなった。ノーブレーキピストもその自転車に該当する。
自転車で歩行者をはねて死亡させたり重傷を負わせた場合、民事訴訟で数百万〜5,000万円超の高額賠償を命じる判決が相次ぎ、また主要4地裁の裁判官が「歩行者に原則過失なし」との見解を法律雑誌に掲載した（「交通事故損害賠償実務の未来 第4回「自転車事故と過失相殺」」『法曹時報』第62巻第3号、法曹会、2010年3月、27頁、ISSN 00239453。）。

### レーサーレプリカ
市販のトラックレーサーは、レース用バイクにできるだけ似せて作られた公道用バイクであり、多種にわたり作られており、フレームの素材もハイテン、アルミニウム、クロモリ、チタン、カーボンなど安価な物から高価な物まで多種多様である。市販用にされているためブレーキは標準装備されて販売されている。NJS規格不適合、且つ出走前検定を通していないだけで、全体としては競走車とほぼ同じ。
国際自転車競技連合の規則では、『自転車およびその付属品は、サイクリングをスポーツとしている人が使うために販売されたか、又は販売できるものであること。
特定の目的（競技記録など）のために特別に設計された自転車は認めない。』という規則があるため、レース用に開発された機体もレースに使うためにはレース前に市販されなくてはならない。

## 脚註
1. ↑  ARTICLE 1.3.025
2. ↑  過去に放映された「KEIRIN」のCM映像では公道練習用の前後ブレーキ付き車種が登場した。
3. ↑  速度は大きく異なるが、オートレースの競走車にブレーキが無いのも同様の理由である。
4. ↑  細い金属製スポークを数十本使用して組み上げた一般的なものではなく、ホイールそのものが円盤状になっているもの。スポークの空気抵抗による駆動力損失が発生しない為、横風が無い状態では有利(ふじいのりあき 2008, pp. 26–30)。